# Jonny Wilkinson
Jonathan Peter Wilkinson CBE (* 25. Mai 1979 in Frimley, Surrey) ist ein ehemaliger englischer Rugby-Union-Spieler, der auf der Position des Verbinders eingesetzt wurde. Er war für die englische Nationalmannschaft sowie die beiden Vereine Newcastle Falcons und RC Toulon aktiv. Er ist einer der bekanntesten Spieler seines Sports in der ganzen Welt und hat in seiner Karriere zahlreiche Rekorde gebrochen.
Wilkinson wuchs in Surrey auf und begann mit vier Jahren mit dem Rugby. Während seiner Schulzeit spielte er ebenfalls Cricket und Tennis, widmete sich aber bald ausschließlich dem Rugby. Schon früh machte er sich in England einen Namen, als er zum überragenden Spieler in den Jugendmannschaften des Landes wurde.

## Karriere

### 1997–1999
1997 begann er seine Profikarriere bei den Newcastle Falcons als Innendreiviertel. Schon in seiner ersten Saison wurde er auch in die Nationalmannschaft berufen, am 4. April 1998 folgte sein erster Einsatz für England im Duell mit Irland. Wilkinsons erstes Spiel in der Startformation ging in die Historie des englischen Rugby ein. Im Juni 1998 verlor das Team gegen Australien mit 0:76, der bis heute höchsten Niederlage für England.
In der folgenden Saison wechselte er auf die Position des Verbinders, sowohl im Verein als auch in der Nationalmannschaft. Zudem war er für die Straf-, Erhöhungs- und Sprungtritte zuständig. 1999 folgte das erste Spiel bei einer Weltmeisterschaft als die Engländer Italien mit 67:7 schlugen. Wilkinson erzielte dabei einen Versuch und insgesamt 32 Punkte. Im Play-off-Spiel gegen Fidschi schonte Trainer Sir Clive Woodward ihn und wurde dafür später scharf kritisiert. Gegen Südafrika schieden die Engländer dann bereits im Viertelfinale aus.

### 2000–2002
In den Jahren 2000 und 2001 gewann Wilkinson mit England den Titel bei den Six Nations. Im Spiel gegen Italien bei den Six Nations 2001 gelangen ihm beim 80:23-Sieg 35 Punkte. Er stellte damit den Rekord für die meisten Punkte in einem Spiel der Six Nations auf. Im selben Jahr sicherte er sich mit seiner Vereinsmannschaft den ersten nationalen Titel seiner Laufbahn. Die Newcastle Falcons konnten in dieser Saison den Powergen Cup durch einen 30:27-Finalsieg über die Harlequins holen. Aufgrund seiner hervorragenden Leistungen wurde er für die Australien-Tour der British and Irish Lions eingeladen und war während des Aufenthalts Stammspieler. Im zweiten Spiel der Serie verletzte er sich, konnte jedoch bei der nächsten Partie wieder dabei sein und erzielte 18 Punkte, die meisten die bis dahin je ein Lions-Spieler in einem Spiel geschafft hatte.
Im November 2002 spielte England Freundschaftsspiele gegen die drei größten Rugbynationen der Südhemisphäre: Australien, Neuseeland und Südafrika. Im ersten Spiel gegen die All Blacks erzielte Wilkinson ein „Full House“. Ihm gelang ein Versuch, zwei Erhöhungen, drei Straftritte und ein Sprungtritt. Mit dieser Leistung führte er seine Mannschaft zum 31:28-Sieg. Nach einem 19:31-Rückstand gelang den Engländern gegen Australien am Ende dann doch noch der Sieg mit 32:31. Gegen Südafrika gelang ihnen nicht nur der dritte Erfolg in Folge gegen ein Team der Südhemisphäre, das 53:3 war zugleich die bis dahin höchste Niederlage für die Springboks aller Zeiten.

### 2003
Diese Erfolgsserie setzte sich 2003 bei den Six Nations fort. England gewann alle Spiele und holte damit den Grand Slam. Damit wurde man auch zum Favoriten auf den Weltmeistertitel bei der WM in Australien im selben Jahr. Es folgten weitere große Siege in diesem Jahr. Gegen Neuseeland konnten die Engländer erstmals zweimal
hintereinander ein Spiel gewinnen, Wilkinson erzielte dabei alle Punkte. Gegen Australien gelang gar der erste Auswärtssieg in der Geschichte des englischen Rugby und ließ den Glauben an einen möglichen Sieg bei der Weltmeisterschaft wachsen. In der Vorrunde kam Wilkinson zu drei Einsätzen, im abschließenden Gruppenspiel gegen Uruguay
wurde er geschont. England konnte alle Partien gewinnen und zog so als Gruppensieger in das Viertelfinale ein. Dort traf man auf Wales. 23 Punkte von Wilkinson führten zum 28:17-Sieg und zum Einzug in das Halbfinale. Gegen Frankreich erzielte er alle Punkte beim 24:7. Im Finale traf man auf Gastgeber Australien. Die reguläre Spielzeit endete mit 17:17. 21 Sekunden vor Ende der Verlängerung erzielte Wilkinson das legendäre Dropgoal, mit dem England erstmals Weltmeister werden konnte. Dieser entscheidende Tritt machte ihn weltweilt berühmt und sorgte vor allem bei den Unterlegenen für viel Unmut. Die Öffentlichkeit in Australien kritisierte das kraft- und kickorientierte Spiel der
Engländer, das wenig Platz für herausgespielte Versuche ließ.
Wilkinson erhielt 2003 den Preis für den „Spieler des Jahres“ und die Auszeichnung MBE. Außerdem wurde er zur BBC Sports Personality of the Year, zum Sportler des Jahres in Großbritannien, gewählt. Ein Jahr später wurde er gar zum OBE ernannt.

### 2004–2007

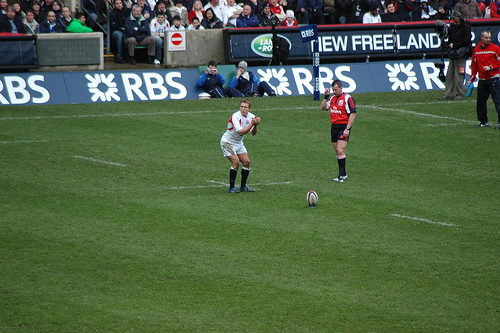
Wilkinson bei der Vorbereitung eines Straftritts gegen Italien

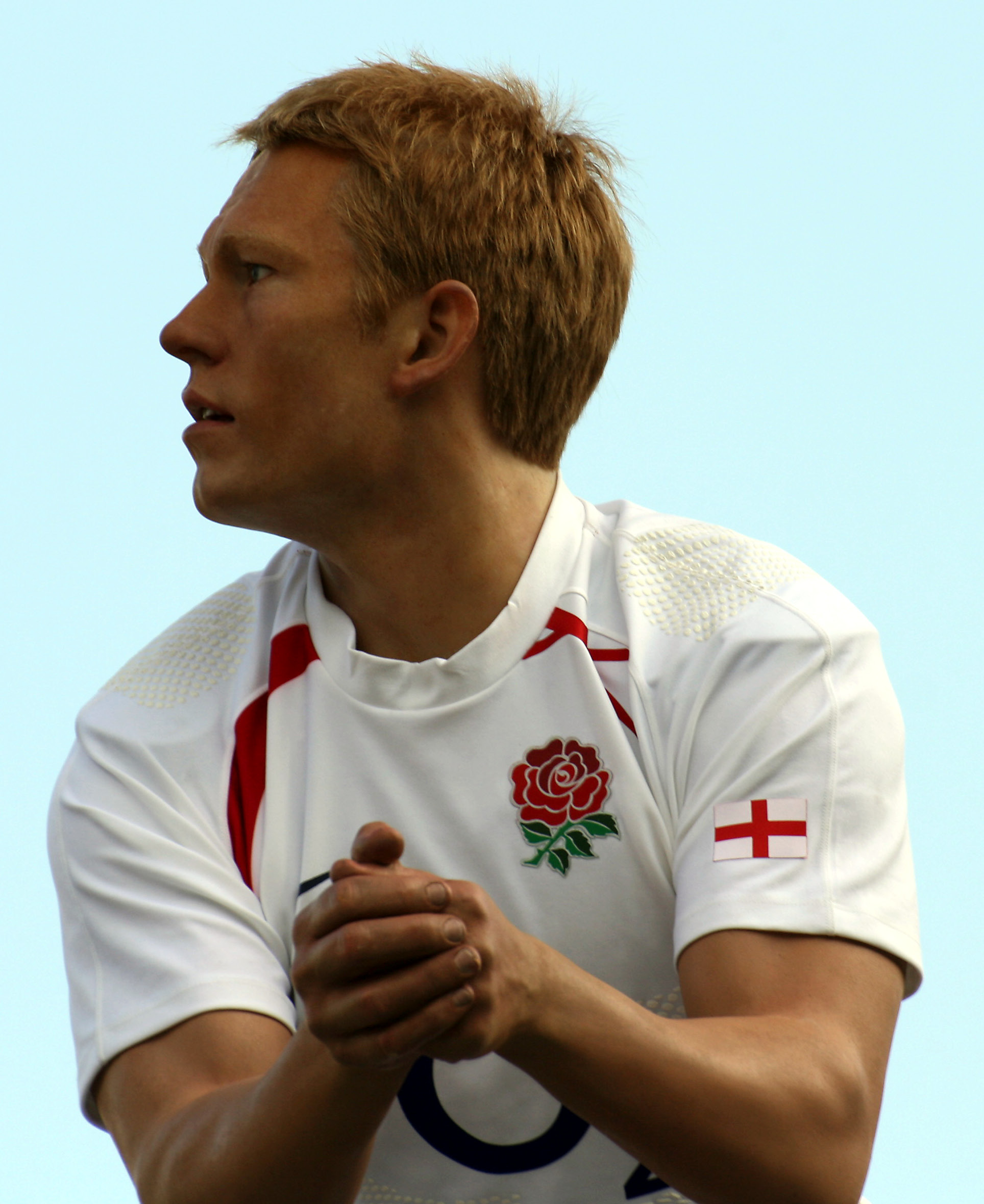
Wachsfigur auf dem Trafalgar Square vor dem WM-Finale 2007

In den folgenden Monaten wurde er immer wieder von Verletzungen heimgesucht und kam in eineinhalb Jahren auf nicht einmal 1000 Minuten Spielzeit. Trotz diverser Rückschläge wurde er für die Neuseeland-Tour der British and Irish Lions 2005 berufen, wobei er zu zwei Einsätzen kam, sich aber erneut verletzte.
Im Jahr 2007 wurde Wilkinson wieder zum zentralen Spieler der englischen Nationalmannschaft und seines Vereins, den Newcastle Falcons. Seine Verletzungsmisere schien beendet und er konnte seit langem kontinuierlich trainieren und an Liga- und internationalen Spielen teilnehmen. Er war Teil des Teams zur Weltmeisterschaft 2007, bei der England seinen Titelgewinn wiederholen wollte. Die Vorzeichen standen allerdings nicht so gut wie vor der WM 2003. England hatte zuvor einige Testspiele gegen Südafrika verloren und Wilkinson fiel erneut aus. Die beiden ersten Spiele der WM musste die englische Mannschaft ohne ihren Verbinder bestreiten und zeigte prompt schwache Leistungen. Gegen Südafrika gab es eine empfindliche 0:36-Niederlage, gegen die USA konnte nur mit Mühe gewonnen werden. Beim Gruppenspiel gegen Samoa kehrte Wilkinson zum Kader zurück und erzielte gleich 24 Punkte beim 44:22. Auch im entscheidenden Gruppenspiel gegen Tonga war er von der Partie. Im Viertelfinale traf
man auf den Finalgegner der letzten Weltmeisterschaft, Australien. Beim 12:10 erzielte Wilkinson alle Punkte seines Teams und wurde so zum erfolgreichsten Punktejäger aller Zeiten bei Weltmeisterschaften. Beim 14:9-Sieg gegen Frankreich im Halbfinale erzielte er weitere neun Punkte und stand so erneut im Finale. Gegen Südafrika verloren die Engländer mit 6:15 und konnten so ihren Triumph von 2003 nicht wiederholen.

### 2008–2014
Bei den Six Nations 2008 gehörte Wilkinson bei den ersten vier Partien zur Stammformation Englands. Er erzielte 14 Punkte gegen Wales, die jedoch nicht zum Sieg reichten. Mit seinen 13 Punkten beim Sieg in Italien übertraf Wilkinson die 1.000-Punkte-Marke. Gegen Frankreich erzielte er durch einen Sprungtritt den 29. Treffer in seiner Karriere und stellte damit einen neuen Weltrekord auf. Im vierten Spiel unterlagen die Engländer Schottland mit 9:15, Wilkinson erzielte alle Punkte seiner Mannschaft. Damit überholte er Neil Jenkins und ist nun mit 1099 Punkten der erfolgreichste Spieler aller Zeiten in der Rugbygeschichte. Aufgrund der schlechten Leistung Englands wurde auch Kritik an ihm laut. Trainer Brian Ashton setzte ihn im abschließenden Spiel der Six Nations gegen Irland auf die Bank. Danny Cipriani ersetzte ihn als Nummer 10. Dies war erst das zweite Mal in der Länderspielkarriere Wilkinsons, dass er ein Spiel von der Bank aus bestreiten musste. Im Laufe des Spiels wurde er für Toby Flood als Innendreiviertel eingewechselt und spielte an der Seite von Cipriani.
Am dritten Spieltag der Guinness-Premiership-Saison brach Wilkinson mit seinen zwei Erhöhungen und einem Straftritt gegen Bristol Rugby den Allzeitrekord für die meisten Punkte (1486), die jemals in der Liga erzielt wurden. Kurz darauf verletzte er sich jedoch erneut schwer am Knie und fiel für fünf Monate aus. Er konnte daher auch nicht an den Six Nations 2009 teilnehmen. Mittlerweile erzielte Charlie Hodgson mehr Punkte in der englischen Liga und ist damit Topscorer.
Wilkinson spielte ab der Saison 2009/10 nach zwölf Jahren bei den Falcons in Frankreich beim RC Toulon. Der französische Verein hat zahlreiche hochkarätige Spieler wie Felipe Contepomi oder Tana Umaga verpflichtet und verfügt über ein großes finanzielles Volumen. Wilkinson verdiente dort etwa 700.000 € im Jahr.
Im November 2009 kehrte Wilkinson nach einer Pause von 18 Monaten wieder in die Nationalmannschaft zurück, nachdem er mit Toulon einen guten Saisonstart hatte. England konnte in der Serie gegen Teams aus der Südhemisphäre nur gegen Argentinien gewinnen. Er stand in allen Partien in der Startformation. 2011 beendete Wilkinson seine Mitgliedschaft in der Nationalmannschaft.
Wilkinson beendete seine Karriere als Rugbyspieler am Ende der Saison 2013/2014 mit dem Spiel von Toulon gegen Castres am 31. Mai 2014.

## Rekorde
- 1125 Punkte bei internationalen Testspielen
- 249 Punkte bei Weltmeisterschaften
- 113 Punkte bei der Weltmeisterschaft im Jahre 2003
- einziger Spieler, der Punkte in zwei Finalspielen bei einer Weltmeisterschaft erzielt hat
- 31 erfolgreiche Sprungtritte
- 35 Punkte in einem Spiel (Six Nations)
- 18 Punkte in einem Spiel (Lions)

## Privatleben
Wilkinson schreibt während großer Turniere wie der Six Nations eine Kolumne für die englische Tageszeitung The Times. Er hat zudem mit Hilfe von Neil Squires drei Bücher geschrieben. Zusammen mit seinem älteren Bruder Mark lebt er in Northumberland. Zu seinen engsten Freunden bei der englischen Nationalmannschaft gehören Richard Hill und Mike Catt. Nach seiner aktiven Karriere strebt er eine Trainerlaufbahn an.